# Hemiauchenia paradoxa
Hemiauchenia paradoxa es una de las especies del género extinto Hemiauchenia. Este camélido de aspecto similar a una gran llama vivió en la porción austral de América del Sur. Se extinguió con la llegada de los primeros seres humanos.

## Distribución y hábitat
Tenía costumbres corredoras, prefiriendo ambientes de pastizales abiertos. Sus hábitos tróficos eran herbívoros, especialmente ramoneadores.
Los restos de esta especie fueron exhumados de sedimentos cuaternarios cronoestimados entre los 781 000 y los 12 000 años aP, correspondientes al Pleistoceno Medio y Tardío, hasta el límite con el Holoceno. Algunas de las localidades de colecta son:
Argentina
- Provincia de Buenos Aires
  - Luján[3]

- Provincia de Córdoba
  - San Francisco[4]

- Provincia de Corrientes
  - Formación Toropi/Yupoi[5]

- Provincia de Formosa
  - Barrancas del río Bermejo cerca de Villa Escolar[6]

- Provincia de Santiago del Estero
  - Río Dulce, barrancas próximas a la ciudad de Termas de Río Hondo.[7]

Bolivia
- Sitio paleontológico del valle de Tarija.[8]

Brasil
- Río Grande del Sur
  - Santa Vitória do Palmar.[9]
  - Uruguaiana.[9]
  - Alegrete.[9]
  - Itaqui.[9]
  - Dom Pedrito.[9]

Chile
- Región de Los Lagos
  - Pilauco.[10]

## Características
Además de las dimensiones mandibulares y dentarias, y la configuración y el tamaño de las facetas del cuboides, son características diagnósticas de esta especie:
- Mandíbula: robusta;
- Lofidos linguales: configurados en forma de “U”;
- Protostilido y parastilido: bien desarrollados;
- Presencia de metastilido y endostilido: presentes;
- Surco distal al metastilido (lingual): superficial y amplio;
- Surco entre lofidos: liso, estrecho y largo;
- Levantamiento del pliegue de esmalte del meta y entoconido: poco levantado;
- Forma de la fosa del talonido y trigonido: en medialuna.

## Taxonomía
Esta especie fue descrita originalmente en el año 1880 por el paleontólogo y entomólogo francés François Louis Paul Gervais y el naturalista argentino Florentino Ameghino, situándola en Hemiauchenia al mismo tiempo que ese género describían. Su ubicación genérica fue muy debatida.
Cabrera, y Hoffstetter, consideraron a Hemiauchenia un sinónimo más moderno de Palaeolama, género creado en 1869 por Gervais, por lo que la especie pasó a llamarse Palaeolama paradoxa. 
En 1974, Webb volvió a elevar a Hemiauchenia como un género aparte de Palaeolama. En el año 1999, Guérin y Faure designaron a Hemiauchenia como un subgénero de Palaeolama. En 2007 esto se revirtió, estimándose que, tal como fueron ambos concebidos, los dos constituyen géneros perfectamente separados, posición que continuaba en 2014.